# Neochera butleri
Neochera butleri är en fjärilsart som beskrevs av Swinhoe 1892. Neochera butleri ingår i släktet Neochera och familjen nattflyn. Inga underarter finns listade i Catalogue of Life.